# Aleksandra Kosteniuk
Aleksandra Konstantínovna Kosteniuk (en rus: Александра Константиновна Костенюк), nascuda el 23 d'abril de 1984 a Perm, Districte Federal del Volga), és una Gran Mestre d'escacs russa, i la XIV Campiona del Món (entre 2008 i desembre de 2010).
El novembre de 2004, va obtenir el títol de Gran Mestre Internacional, el màxim títol atorgat per la FIDE, essent la vintena dona en rebre'l. Anteriorment, ja havia obtingut els títols de WGM i de WIM.
A la llista d'Elo de la FIDE del desembre de 2021, hi tenia un Elo de 2516 punts, cosa que en feia la jugadora (femenina) número 4 (en actiu) de Rússia, i la 13a millor jugadora al rànquing mundial femení. El seu màxim Elo va ser de 2543 punts, a la llista de setembre de 2014 (posició 478 al rànquing mundial).

## Biografia
Kosteniuk té doble nacionalitat suïssa i russa. Va estar casada amb Diego Garces, un suís d'ascendència colombiana, 25 anys més gran que ella, i té una filla, Francesca Maria, nascuda el 22 d'abril de 2007. El 2015 Kosteniuk es va casar novament amb el GM rus Pàvel Tregúbov.
Kosteniuk ha estat comparada amb la tennista russa (resident a Miami Beach) Anna Kúrnikova, però ella rebutja la comparació en tant que Kosteniuk sí que ha guanyat torneigs individuals importants.

## Resultats destacats en competició
Kosteniuk va aprendre a jugar als escacs als cinc anys, quan la va ensenyar el seu pare, conjuntament amb la seva germana petita Oxana, qui també té un nivell de joc de mestre. El 1994 fou Campiona d'Europa Sub-10 femenina, i el 1996 guanyà novament aquesta competició, però en categoria Sub-12. També el 1996 es proclamà Campiona del món femenina Sub-12, a Cala Galdana.
El 2001, als 17 anys, va assolir la final del Campionat del món femení d'escacs, però hi fou derrotada per na Zhu Chen. Tres anys després, el 2004, va esdevenir Campiona femenina d'Europa, en guanyar el torneig pel campionat a Dresden, Alemanya. El 2005 va guanyar el Campionat femení de Rússia, a Samara, amb una puntuació de (+7 =4 -0). L'agost de 2006, va esdevenir la primera campiona del món de la modalitat d'escacs Chess960 (o Fischer random) en vèncer l'alemanya Elisabeth Pähtz per 5.5 a 2.5. Va defensar amb èxit aquest títol el 2008 guanyant Katerina Lahnó 2.5-1.5. De tota manera, el seu èxit més destacat ha estat sens dubte guanyar el Campionat del món d'escacs femení de 2008, guanyant a la final la jove prodigi xinesa Hou Yifan, per 2.5-1.5.

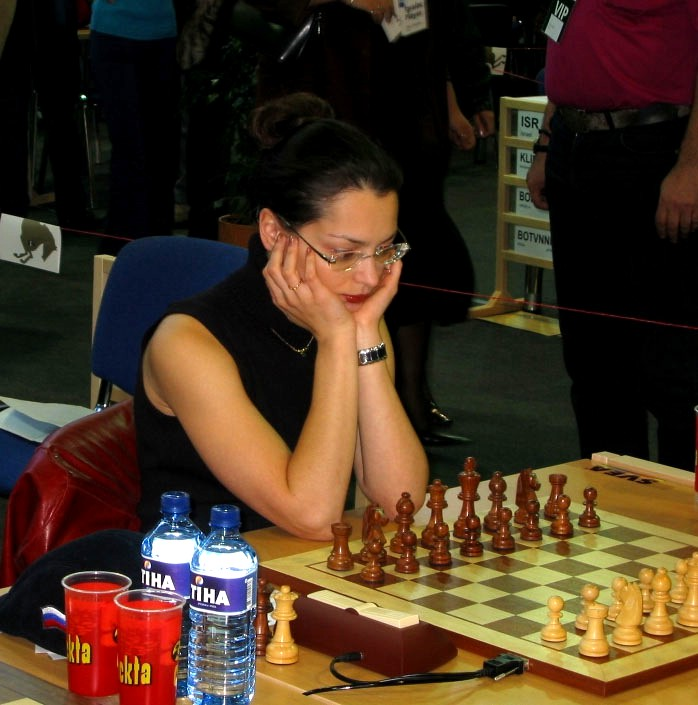
Alexandra Kosteniuk a la 35a. Olimpíada d'escacs, Bled 2002.

El desembre de 2010 va participar, per defensar el seu títol mundial, en el Campionat del món d'escacs femení de 2010 celebrat a Turquia. En el torneig, jugat per sistema d'eliminació directa, va perdre en tercera ronda i, per tant, fou eliminada, contra Ruan Lufei, la qual perdria posteriorment la final contra la nova campiona mundial, Hou Yifan. El 2011 es proclamà Campiona femenina de Suïssa
El 2012 empatà al segon lloc al Campionat del món femení de ràpides a Batumi, Geòrgia, amb 8/11 punts, amb Humpy Koneru i Katerina Lahnó (la campiona fou Antoaneta Stéfanova).
L'estiu de 2013 empatà al segon lloc al campiona d'Europa femenina a Budapest, amb 8/11 punts, amb Salome Melia, Lilit Mkertxian, Viktorija Cmilyte, Bela Khotenashvili i Monika Socko (la campiona fou Hoang Thanh Trang)
L'octubre de 2013 fou segona a la Superfinal del Campionat de Rússia femení, a Nijni Nóvgorod, amb una puntuació de 6.5/9, mig punt per sota de Valentina Gúnina.
El 2013 va esdevenir la primera dona a guanyar el campionat de Suïssa absolut. Aquell any també va guanyar el campionat femení, i va esdevenir així la primera persona a guanyar els dos títols, femení i masculí, a Suïssa. A finals del 2013 va jugar el Campionat d'Europa per equips al segon tauler de la selecció russa. Hi va puntuar 7.5/8 i l'equip rus va guanyar la medalla d'argent.
El 2014 va empatar al primer lloc amb Katerina Lahnó al Campionat del Món femení de semiràpides, celebrat a Khanti-Mansisk, i for segona al desempat, ja que Lagno va guanyar-la en l'enfrontament directe.
L'abril de 2015, va contribuir a que Rússia guanyés l'argent al Campionat del món femení per equips, puntuant 4/7 al segon tauler. També el 2015 Kosteniuk va guanyar el Campionat d'Europa Femení de l'ACP d'escacs ràpids celebrat a Kutaisi.
L'octubre de 2016 guanyà de nou el Campionat femení de Rússia, a Novosibirsk, amb una puntuació de (+7 =3 -1), un punt i mig per davant de la segona classificada, Natàlia Pogonina.
El maig de 2019 fou una de les vuit jugadores que va disputar el recentment reinstaurat Torneig de Candidates que serviria per determinar l'aspirant al títol mundial en el Campionat del món d'escacs femení de 2020, i hi acabà setena, amb 6/12 punts; la campiona fou Aleksandra Goriàtxkina.
El desembre de 2021 es proclamà Campiona del món de semiràpides.

## Partides notables
- Alexandra Kosteniuk vs Alexander Onischuk, Corus, Grup B 2005, obertura Ruy López, variant clàssica (C65), 1-0
- Anna Uixénina vs Alexandra Kosteniuk, Campionat del món d'escacs femení, 2008, defensa Nimzo-Índia, clàssica, variant Noa (E34), 0-1